# Ван Цинсянь
Ван Цинсянь (кит. 王清宪, род. июль 1963, Юннянь, Хэбэй) — китайский государственный и политический деятель, губернатор провинции Аньхой с 1 февраля 2021 года.
Ранее секретарь парткома КПК города Циндао — член Постоянного комитета КПК провинции Шаньдун, заведующий отделом пропаганды парткома КПК этой же провинции.
Член Центрального комитета Компартии Китая 20-го созыва. Депутат 12 и 13-го созывов Всекитайского собрания народных представителей.

## Биография
Родился в июле 1963 года в районе Юннянь городского округа Ханьдань, провинция Хэбэй.
После возобновления всекитайских государственных вступительных экзаменов поступил в сентябре 1979 года в Нанькайский университет по специальности «философия». Окончив вуз в июле 1983 года, был направлен по распределению помощником репортёра в газету Heilongjiang Daily. В сентябре 1987 года поступил в Высшую школу Китайской академии общественных наук, по окончании которой получил диплом магистра права. В июле 1990 года устроился на работу в People's Daily старшим корреспондентом и редактором экономического отдела. В мае 1996 года стал заместителем, а через три года — главным редактором издания. В период работы в People’s Daily защитил диссертацию в Высшей школе Китайской академии общественных наук, доктор философии (PhD) по экономике.
Политическую карьеру начал в сентябре 2004 года в северной провинции Шаньси. Последовательно занимал должности заместителя секретаря отделения КПК правительства провинции, главы исследовательского бюро Шаньси, заместителя заведующего отдела пропаганды провинциального комитета КПК, секретаря партотделения КПК правительства Шаньси. В январе 2011 года назначен исполняющим обязанности мэра Цзиньчэна, в апреле того же года утверждён в должности. В феврале 2013 года переведён временно исполняющим обязанности мэра города Юньчэн и одновременно заместителем секретаря парткома. В мае 2016 года назначен секретарём парткома КПК города Люйлян, проработал на этой должности всего шесть месяцев. В ноябре 2016 года получил перевод в Тайюань заместителем заведующего отделом пропаганды парткома КПК Шаньси — членом Постоянного комитета парткома КПК провинции.
В ноябре 2017 года переведён на аналогичную позицию в соседнюю провинцию Шаньдун. Позже стал заведующим отделом пропаганды и вторым по перечислению секретарём провинциального комитета КПК, а в январе 2019 года назначен главой горкома КПК в Циндао.
В январе 2021 года направлен в провинцию Аньхой секретарём партийного отделения правительства — заместителем секретаря провинциального парткома КПК. 1 февраля утверждён в должности губернатора Аньхоя на 4-й сессии Собрания народных представителей провинции 13-го созыва.